# На місці принцеси
«На місці принцеси» (англ. The Princess Switch) — американська різдвяна романтична комедія 2018 року режисера Майка Рола за сценарієм Робіна Бернгайма та Меган Мецгер. Головні ролі у фільмі зіграли Ванесса Гадженс, Сем Палладіо та Нік Саґар.
У фільмі розповідається про двох людей, схожих один на одного, що випадково зустрічаються та міняються місцями. Цей сюжет запозичено в романі Марка Твена «Принц та жебрак» 1881 року.
Фільм вийшов на Netflix 16 листопада 2018 року. Це перша частина трилогії «На місці принцеси». За ним було продовження «На місці принцеси 2: Нове життя», прем'єра якого відбулася 19 листопада 2020 року, і «На місці принцеси 3: Роман із зіркою», прем'єра якої відбулася 18 листопада 2021 року.

## Сюжет
За тиждень до Різдва помічник Стейсі Кевін розповідає їй, що він таємно зареєстрував її для участі в престижному конкурсі пекарів у Королівстві Белгравія. Спочатку вона відмовляється. Але після зустрічі зі своїм колишнім хлопцем Стейсі погоджується поїхати до Белгравії з Кевіном та його донькою Олівією.
На конкурсі вона стикається зі своєю суперницею Бріанною, яка псує її одяг. У гардеробній Стейсі зустрічає леді Маргарет Делакур, герцогиню Монтенаро та наречену наслідного принца Едварда Белгравського, і вони вражені своєю однаковою зовнішністю. В такій ситуації, Маргарет пропонує їм помінятися місцями на два дні, а потім знову помінятися перед конкурсом і весіллям Маргарет та Едварда. Спочатку неохоче, Стейсі згодом погоджується, особливо коли леді Маргарет погоджується спонсорувати Олівію як студентку відомої програми літнього балету Белгравії.
Стейсі та Маргарет швидко розповіли одна одній про своє життя та поведінку, щоб мінімізувати підозри під час змін. Олівія допомагає зберегти таємницю, зближуючись із Маргарет. Тим часом принц Едвард, який мав бути у відрядженні протягом двох днів після зміни, вирішує повернутися, щоб провести цей час зі своєю нареченою. Король Георг відчуває, що щось відбувається, і доручає своєму дворецькому Френку стежити за нею. Стейсі адаптується до придворного життя і починає закохуватися в принца Едварда, а Маргарет закохується в Кевіна і розуміє, що їй подобається жити, як звичайні люди. Попри це, вони знову міняються, як і було заплановано.
Френк фотографує Маргарет і Стейсі разом і показує, що вони помінялися місцями з королевою. Тоді королева симулює хворобу, щоб відправити Едварда та Маргарет на змагання замість неї. Попри невдачу під час конкурсу, Стейсі та Кевін виграють першу нагороду, медалі вручають леді Маргарет і принц Едвард. Маргарет зізнається у коханні Кевіну, а Стейсі йде геть, почуваючи себе некомфортно при дворі наслідного принца Едварда. Едвард зупиняє її й робить пропозицію, пропонуючи різдвяне весілля через рік, якщо вони все ще будуть кохати один одного.
Через рік Стейсі виходить заміж за принца Едварда і стає принцесою Белгравії, а Маргарет ловить букет.

## У ролях
| Актор           | Роль                                                                        |
| --------------- | --------------------------------------------------------------------------- |
| Ванесса Гадженс | Стейсі Де Ново, пекарка з Чикаго Леді Маргарет Делякур, герцогиня Монтенаро |
| Сем Палладіо    | Едвард Віндем, принц Белгравії                                              |
| Нік Сагар&nbsp  | Кевін Річардс, найкращий друг Стейсі та батька Олівії                       |
| Алекса Адеосун  | Олівія Річардс, донька Кевіна та хрещениця Стейсі                           |
| Марк Флейшман   | Френк Де Лука, водій принца Едварда                                         |
| Суанн Браун     | місіс Донателлі, особиста помічниця герцогині Маргарет                      |
| Сара Стюарт     | королева Керолайн Віндем, мати принца Едварда та королева Белгравії         |
| Павел Дуглас    | король Белгравії Джордж Віндем, батько принца Едварда                       |
| Емі Гріффітс    | Бріанна Майклз, суперниця Стейсі на конкурсі                                |
| Робін Соанс     | добрий дідусь                                                               |

## Виробництво
У червні 2018 року повідомлялося, що Ванесса Гадженс та Сем Палладіо знімуться у фільмі Netflix На місці принцеси.
Основні зйомки закінчилися в червні 2018 року. Більшість сцен фільму було знято в Кареї, Румунія. Сцени про події, що розгортаються в палаці, знято в замку Карої в тому ж місті Карей.

## Реліз
Фільм вперше показали на Netflix 16 листопада 2018 року.

## Рецепція
На сайті агрегатора рецензій Rotten Tomatoes рейтинг схвалення фільму складає 63 % із середньою оцінкою 5,4/10 на основі 16 рецензій. Консенсус критиків вебсайту звучить так: «"На місці принцеси" пропонує здорову дозу чарівної, безтурботної, подвійної розваги та забезпечує приємний перегляд для будь-якого безнадійного романтика».
Лінда Голмс з NPR відзначила гру акторського складу фільму та назвала його «приємний та смішним», критикуючи нереалістичні аспекти сюжету.

## Продовження
Прем'єра фільму-продовження «На місці принцеси 2: Нове життя» відбулася 19 листопада 2020 року. Ванесса Гадженс зіграла ще одну роль вже третього двійника, а також стала продюсеркою фільму.
Наступний сиквел «На місці принцеси 3: Роман із зіркою» вийшов у прокат 18 листопада 2021 року. Ванесса Гадженс зіграла трьох двійників, а також вдруге стала продюсеркою фільму.